# 江阳区
28°53′20″N 105°27′13″E / 28.88889°N 105.45361°E
江阳区是中华人民共和国四川省泸州市的一个市辖区，为城市中心区，古江阳县所在。
江阳区处在长江与沱江的交汇处，为泸州市市政府驻地，自古以来就是全市的政治、经济、文化、交通中心。全区总面积为649平方公里，总人口76.16万人。

## 历史

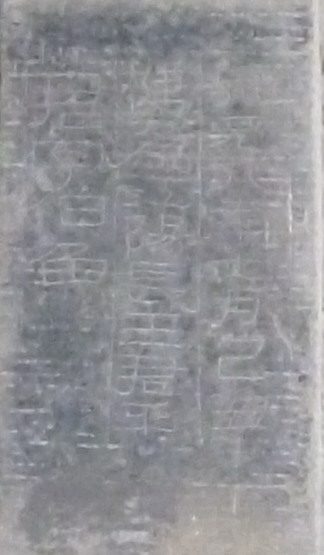
建于东汉和帝永元九年(公元97年)的江阳汉阙有所记载：“永元九年七月己丑，犍为江阳长王君平，君字伯鱼”

“江阳区”得名于“江阳县”。西汉景帝六年(前151年)以所封的“江阳侯”在今长江沱江交汇的地方（即今江阳区）设置“江阳县”（“水北曰阳”）。汉武帝建元六年(前135年)，“江阳县”属犍为郡管辖。之后“江阳县”、“江阳郡”一直沿用到南齐。
粱代大同年间(535~546年)首次设置“泸州”管辖，后代沿袭。在蒙古入侵宋朝时期的淳祐三年（1243年）在泸州合江县焦滩乡长江畔建成神臂城，余玠遂将泸州城迁于此进行抵抗元寇。元代时划归重庆路。明朝时先后直隶于四川行中书省和四川布政使司。清代属川南永宁道。民国时属泸县。
中华人民共和国成立后设立川南行署区，泸县属其下辖的“泸县专区”。	
- 1950年12月7日设立，泸县的一部分划出设立地级“泸州市”。
- 1952年1月18日，“泸县专区”更名为“隆昌专区”
- 1952年12月20日，四川省成立后，“隆昌专区”更名为“泸州专区”，“泸州市”降为县级市。
- 1960年7月14日，“泸州专区”与“宜宾专区”合并，“泸州市”隶属新成立的“宜宾专区”。
- 1983年3月3日，泸州市升格为省辖市。同年5月原宜宾专区泸州市改为泸州市“市中区”。
- 1995年12月24日，泸州市“市中区”更名为泸州市“江阳区”。

## 人口
2020年末，根據全國第七次人口普查統計數據顯示：全区常住人口为761576人。

## 行政区划
江阳区下辖9个街道办事处、6个镇：
南城街道、北城街道、大山坪街道、邻玉街道、蓝田街道、茜草街道、华阳街道、泰安街道、况场街道、黄舣镇、通滩镇、江北镇、方山镇、丹林镇和分水岭镇。